# Viktjärnen, Medelpad
Viktjärnen är en sjö i Timrå kommun i Medelpad och ingår i Indalsälvens huvudavrinningsområde. Sjön är 11,5 meter djup, har en yta på 0,0609 kvadratkilometer och befinner sig 2,2 meter över havet.

## Delavrinningsområde
Viktjärnen ingår i det delavrinningsområde (693746-158077) som SMHI kallar för Utloppet av Lögdösjön. Medelhöjden är 39 meter över havet och ytan är 3,79 kvadratkilometer. Räknas de 8 avrinningsområdena uppströms in blir den ackumulerade arean 19 kvadratkilometer. Masugnsbäcken som avvattnar avrinningsområdet har biflödesordning 3, vilket innebär att vattnet flödar genom totalt 3 vattendrag innan det når havet efter 8,3 kilometer. Avrinningsområdet består mestadels av skog (62 procent). Avrinningsområdet har 0,19 kvadratkilometer vattenytor vilket ger det en sjöprocent på 5,1 procent. Bebyggelsen i området täcker en yta av 0,52 kvadratkilometer eller 14 procent av avrinningsområdet.